# اده داربانیا
اده داربانیا در امارات متحده عربی است که در رأس‌الخیمه واقع شده‌است.

## خصوصیات
اده داربانیا ۰٫۹۱ متر بالاتر از سطح دریا واقع شده‌است.